# Yanin Vismitananda
Yanin Vismitananda (ญาณิน วิสมิตะนันทน์), all'anagrafe Nicharee Vismitananda (ณิชชารีย์ วิสมิตะนันทน์), nota anche con lo pseudonimo di JeeJa (จีจ้า) (Bangkok, 31 marzo 1984), è un'attrice ed esperta di arti marziali thailandese.
È di religione buddista, ed è alta 162 cm.

## Biografia
Si è diplomata alla scuola Nawaminthrachinuthit Triamudomsuksapattanakarn, e laureata alla Kasem Bundit University.
Yanin è anche un 3° dan di Taekwondo, ed è diventata esperta di Muay Thai, quando si è allenata per due anni per il film Chocolate (2008), con il quale ha fatto il suo debutto cinematografico accreditata come Yanin Mitananda.
È stata scoperta da Prachya Pinkaew nel 2003, il quale poi l'ha diretta nel film Chocolate.
Il suo secondo film è Raging Phoenix (2009) e il 28 aprile 2011 è uscito Jak Ka Ran suo terzo film. Compare anche nel film The Kick del 2011.

## Filmografia
- Chocolate (2008) è Zen
- Raging Phoenix (2009) è Deu
- Jak Ka Ran (2011) è Jak Ka Ran
- The Kick (2011)
- The Protector 2 (2013)
- Never Back Down - No Surrender (2016) è Jeeja
- Senza tregua 2 (2016)